# World on Fire
World on Fire es el título del tercer disco de estudio solista del guitarrista de Guns N' Roses, Slash que cuenta con la participación de Myles Kennedy el vocalista de su disco anterior (Apocalyptic Love), que en su primer disco colaboró en canciones como "Starlight" y "Back From Cali", el bajista Todd Kerns y Brent Fitz en la batería.

## Disco
Las dos canciones con las que se dio a conocer el álbum fueron "World on Fire" que es la que le da nombre al disco; y ""Bent to Fly""."World on Fire" Es el primer single del disco, tiene una duración de 4 minutos y 32 segundos. Esta canción se pudo escuchar en Youtube el día viernes 13 de junio de 2014.
El 15 de septiembre es la fecha que Slash confirmó para el estreno de World On Fire, que será publicado por Dik Hayd International, su propio sello discográfico, con la distribución internacional de Roadrunner Records.
“Todo lo que puedo decir es que realmente es un gran jodido disco. Estoy muy orgulloso, pero no quiero entrar en el ‘oh, amigo, es épico’, o ‘es la cosa más heavy jamás hecha’. Es muy rock n’ roll y, como siempre, de una sensación muy diversa. Estoy muy orgulloso de todo lo que colectivamente hemos entregado para hacerlo”, señaló el guitarrista.

El disco incluye 17 canciones:

## Lista de canciones
| N.º | Título                   | Escritor(es)         | Duración |  |
| 1.  | «World on Fire»          | Slash, Myles Kennedy | 4:32     |  |
| 2.  | «Shadow Life»            | Slash, Kennedy       | 4:00     |  |
| 3.  | «Automatic Overdrive»    | Slash, Kennedy       | 3:35     |  |
| 4.  | «Wicked Stone»           | Slash, Kennedy       | 5:27     |  |
| 5.  | «30 Years To Life»       | Slash, Kennedy       | 5:08     |  |
| 6.  | «Bent To Fly»            | Slash, Kennedy       | 4:56     |  |
| 7.  | «Stone Blind»            | Slash, Kennedy       | 3:49     |  |
| 8.  | «Too Far Gone»           | Slash, Kennedy       | 4:07     |  |
| 9.  | «Beneath The Savage Sun» | Slash, Kennedy       | 5:48     |  |
| 10. | «Withered Delilah»       | Slash, Kennedy       | 3:10     |  |
| 11. | «Battleground»           | Slash, Kennedy       | 6:59     |  |
| 12. | «Dirty Girl»             | Slash, Kennedy       | 4:14     |  |
| 13. | «Iris Of The Storm»      | Slash, Kennedy       | 4:00     |  |
| 14. | «Avalon»                 | Slash, Kennedy       | 3:00     |  |
| 15. | «The Dissident»          | Slash, Kennedy       | 4:26     |  |
| 16. | «Safari Inn»             | Slash, Kennedy       | 3:26     |  |
| 17. | «The Unholy»             | Slash, Kennedy       | 6:48     |  |

## Créditos
Slash featuring Myles Kennedy and the Conspirators
- Slash – Guitarra solista y Guitarra rítmica
- Myles Kennedy – voz
- Todd Kerns – bajo, coros
- Brent Fitz – batería

Otros aportes
- Michael Baskette – producción, mezcla
- Jef Moll - Ingeniero
- Ron English - dibujante

- Datos: Q16975886